# Asi de Samos
Asi (en grec antic: Ἄσιος) va ser un dels primers poetes de l'antiga Grècia. Va viure amb tota probabilitat cap a l'any 700 aC, encara que hi ha autors que el fan anterior i altres, posterior a aquesta data. Era natural de Samos, i Ateneu de Nàucratis l'anomena «el vell poeta de Samos». Segons Pausànies, el nom del seu pare era Amfiptòlem.
Va escriure poemes èpics i elegíacs. Els pocs fragments que es conserven de les seves obres fan referència a observacions genealògiques sobre els habitants de Samos, i descriu els seus hàbits luxosos amb molt d'humor i una certa ingenuïtat. Els textos que es conserven es troben citats per Ateneu, Estrabó, Pseudo-Apol·lodor i altres.